# Championnat du Nicaragua de baseball 2010-2011
Navigation
2009-2010 2011-2012
La saison 2010-2011 du Championnat du Nicaragua de baseball sacre les Indios del Bóer qui enlèvent leur sixième titre professionnel national. Les Tigres de Chinandega s'imposent lors de la saison régulière mais ils s'inclinent en série finale face aux Indios.

## Les équipes
| \| Tigres de Chinandega Orientales de Granada Leones de León Indios del Bóer \| Localisation des clubs engagés dans le championnat. |
| Tigres de Chinandega Orientales de Granada Leones de León Indios del Bóer                                                           |

| Equipe                | Ville      | Stade                          | Capacité |
| --------------------- | ---------- | ------------------------------ | -------- |
| Indios del Bóer       | Managua    | Stade national Dennis Martínez | 30 100   |
| Leones de León        | León       | Estadio Héroes y Mártires      | 8 000    |
| Orientales de Granada | Granada    | Estadio Roque Tadeo Zavala     |          |
| Tigres de Chinandega  | Chinandega | Estadio Efraín Tijerino        | 8 000    |

## Saison régulière
La saison régulière se tient du 29 octobre 2010 au 13 janvier 2011.

### Classement
| Rang | Club                  | Vic. | Déf. | % vic. |
| 1er  | Tigres de Chinandega  | 29   | 25   | .537   |
| 2e   | Indios del Bóer       | 28   | 26   | .519   |
| 3e   | Orientales de Granada | 26   | 28   | .481   |
| 4e   | Leones de León        | 25   | 29   | .463   |

### Statistiques individuelles[4]

#### Au bâton
| Catégorie        | Joueur                  | Stat |
| ---------------- | ----------------------- | ---- |
| Moyenne au bâton | Jose Campuzano (Indios) | .363 |
| Points produits  | Manuel Meija (Indios)   | 37   |
| Coups de circuit | Brian Nichols (Leones)  | 10   |

#### Lanceurs
| Catégorie                 | Joueur                        | Stat |
| ------------------------- | ----------------------------- | ---- |
| Moyenne de points mérités | Carlos Perez E. (Orientales)  | 1.19 |
| Victoires                 | Rodney Rodriguez (Orientales) | 8    |
| Retraits sur prises       | Rodney Rodriguez (Orientales) | 93   |

## Séries éliminatoires

### Demi-finale
Pour la première fois, une demi-finale oppose le deuxième au troisième de la saison régulière.
| Match | Date       | Lieu    | Visiteur   | Hôte       | Score |
| ----- | ---------- | ------- | ---------- | ---------- | ----- |
| 1     | 15 janvier | León    | Orientales | Indios     | 0 - 2 |
| 2     | 16 janvier | Granada | Indios     | Orientales | 6 - 5 |
| 3     | 18 janvier | León    | Orientales | Indios     | 1 - 7 |

### Série finale
| Match | Date       | Lieu       | Visiteur | Hôte   | Score  |
| ----- | ---------- | ---------- | -------- | ------ | ------ |
| 1     | 22 janvier | Chinandega | Indios   | Tigres | 6 - 7  |
| 2     | 23 janvier | León       | Tigres   | Indios | 0 - 12 |
| 3     | 25 janvier | Chinandega | Indios   | Tigres | 12 - 1 |
| 4     | 26 janvier | León       | Tigres   | Indios | 2 - 3  |
| 5     | 28 janvier | Chinandega | Indios   | Tigres | 12 - 9 |